# Wielka Sobkowa Turnia
Wielka Sobkowa Turnia (słow. Veľká suchá veža) – turnia o wysokości 2302 lub 2256 m n.p.m. znajdująca się w Sobkowej Grani odchodzącej na zachód od wierzchołka Lodowego Szczytu w słowackiej części Tatr Wysokich. Od Sobkowego Kopiniaka na wschodzie oddzielona jest siodłem Zadniej Sobkowej Szczerbiny, a od Pośredniej Sobkowej Turni na zachodzie oddziela ją przełęcz zwana Pośrednią Sobkową Szczerbiną.
Na wierzchołek Wielkiej Sobkowej Turni nie wiodą żadne znakowane szlaki turystyczne, jest ona dostępna jedynie dla taterników. Najdogodniejsza dla nich droga prowadzi granią od Zadniej Sobkowej Szczerbiny.
Pierwsze wejścia turystyczne:
- letnie – Ferenc Barcza, Imre Barcza i Oszkár Jordán, 16 maja 1910 r.,
- zimowe – Jerzy Pierzchała, 27 kwietnia 1936 r.[3]

Być może już w latach 1895–1897 byli na szczycie austriaccy kartografowie. Witold Henryk Paryski podawał, że zmierzona przez nich wysokość 2256 m dotyczy Wielkiej lub Pośredniej Sobkowej Turni. Według atlasu satelitarnego Tatr i Podtatrza prawdziwa jest druga opcja, a Wielka Sobkowa Turnia jest o 46 m wyższa.